# Zackelschaf
Das Zackelschaf (ungarisch: Magyar racka juh, lateinisch: Ovis aries strepsiceros Hungaricus; auch bekannt unter der älteren Bezeichnung „Hortobágyer Zackelschaf“, Hortobágyi racka juh, Ovis aries strepsiceros Hortobágyiensis) ist eine alte ungarische Schafrasse. Das Zackelschaf gilt seit der Zeit der Landnahme Ende des 9. Jahrhunderts als Gefährte der Ungarn und ist eine geschützte Rasse, die nach Rückgang der wirtschaftlichen Bedeutung zunehmend als Nationaltier touristisch genutzt wird.
Das ehedem typische Tier der Schäfer im ungarischen Tiefland stellt mittlerweile zusammen mit den anderen traditionellen Schafrassen (Cikta und Cigája) nur noch fünf Prozent des Gesamtbestands in Ungarn.

## Geschichte
Der stammesgeschichtliche Vorfahre des Zackelschafes ist der Urial, ein Wildschaf, dessen Domestizierung in Südwestasien erfolgte. Den archäologischen Forschungen von Sándor Bökönyi zufolge ist das Zackelschaf zur Zeit der Völkerwanderung im Karpatenbecken erschienen. Allerdings gibt es keine Daten darüber, welche Volksgruppe die Art mit sich geführt haben soll. Linguistische Daten weisen darauf hin, dass die Vorfahren der Ungarn unter dem Begriff „Schaf“ (juh) ursprünglich nur die Zackelschafe verstanden.
Gemäß dem ungarischen Archäozoologen János Matolcsi (1923–1983) hatten die Schafe der Landnahmezeit keine V-förmig gedrehten Hörner, sondern sie waren um eine waagrechte Achse geschraubt. Die ersten schriftlichen Erwähnungen sind aus dem 16. und 17. Jahrhundert erhalten. Darin ist bereits von V-förmig gehörnten Tieren die Rede.
Jahrhundertelang gab es zwischen Ungarn und den angrenzenden Ländern einen bedeutenden Handel mit Schafen und Schafshäuten. Darüber gibt es bereits Aufzeichnungen aus dem Jahr 1255. Mit einer Anzahl von 124.129 Tieren wurden die meisten Schafe im Jahr 1737 exportiert. Seit der zweiten Hälfte des 19. Jahrhunderts wurden Rassen mit feinerer Wolle, in erster Linie das Merinoschaf, ins Land eingeführt.
1903 betrachtete man die Rasse als vom Aussterben bedroht. Nach dem Zweiten Weltkrieg ist nur eine geringe Zahl an Tieren im Hortobágy erhalten geblieben. In den 1950er Jahren wurde die Züchtung daher ausgeweitet.
Im Jahr 1983 wurde die Magyar Rackajuh-tenyésztő Egyesület („Ungarische Zackelschaf-Züchter Vereinigung“) gegründet. Zu ihren Zielen gehört die Erhaltung der Rasse und die Bewahrung der Gendatenbank durch Züchtung.

## Aussehen
Beide Geschlechter verfügen über das charakteristische Merkmal V-förmig abstehender, gerader und korkenzieherartig gedrehter Hörner. Diese Form ist wahrscheinlich durch genetische Mutation entstanden und hat sich als Ergebnis der Selektion verbreitet. Es ist auch möglich, dass sie mit türkischen Schafen aus dem Süden nach Ungarn eingeführt wurde.

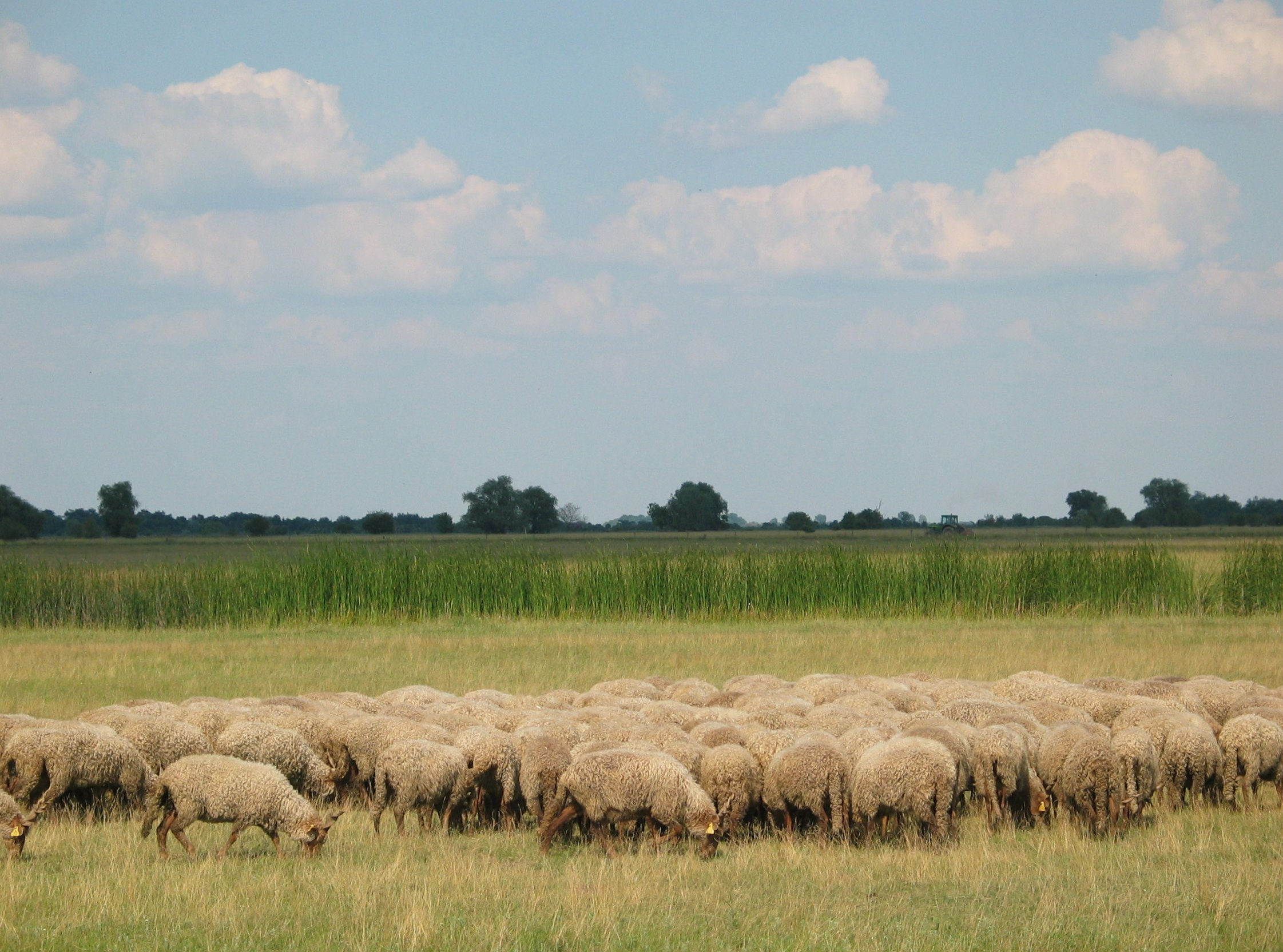
Eine Herde im Nationalpark Hortobágy

Das Zackelschaf ist von mittlerer Größe. Das männliche Tier (Bock) erreicht eine Schulterhöhe von ca. 70 Zentimetern und ein Gewicht von 55 bis 75 Kilogramm. Die etwa einen halben Meter langen Hörner bilden einen Winkel von 90 bis 110 Grad und sind gedreht. Das weibliche Tier (Mutter) ist mit einer durchschnittlichen Höhe von 66 Zentimetern bei einem Körpergewicht von 35 bis 45 Kilogramm kleiner und leichter. Die Hörner sind nur 30 Zentimeter lang und weisen einen Winkel von 50 bis 60 Grad auf.
Das Fell des Zackelschafs ist eher grob und buschig. Die Haare sind 25 bis 30 Zentimeter lang. Es existiert eine weiße und eine schwarze Rasse. Die selteneren Tiere mit schwarzem Fell haben graue Haut, Hufe und Zungen. Im Alter von einem Jahr beginnt das Fell zu ergrauen. Bei den weißen Zackelschafen färbt sich das Fell cremefarben. Das Maul und die Beine nehmen dagegen eine hellbraune Farbe an. Die Lämmer der hellen Tiere sind von Geburt an entweder im Ganzen braun oder vorne braun und nach hinten hin gelblich weiß. Die letztgenannte Variante hat ein längeres und stärker gewelltes Fell als die schwarzen Tiere.

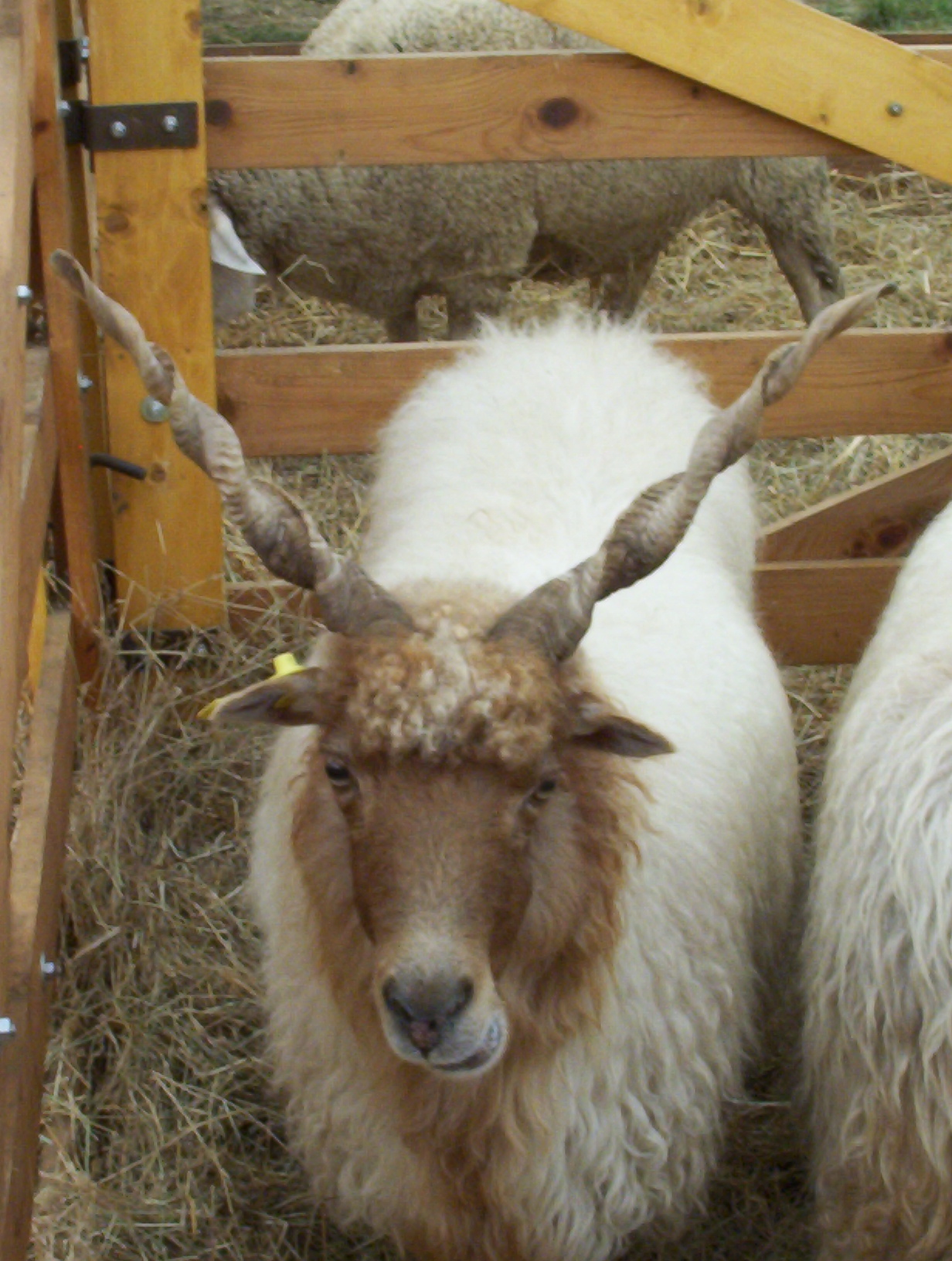
Zackelschaf von vorne

Die weiße Farbe wird gegenüber der schwarzen rezessiv vererbt. Das weiße Merkmal tritt immer homozygot auf, das schwarze oft heterozygot. Im Ergebnis sind die Nachfahren zweier weißer Schafe immer weiß, während in schwarzen Herden oft weiße Lämmer vorkommen. Das Fell der Zackelschafe ist nicht wertvoll, jedoch hat es eine kulturhistorische Bedeutung: der traditionelle Mantel Suba (sprich: „Schuba“) der Schäfer wird daraus gefertigt. Gewöhnlich werden die Lämmer am Ende des Winters oder zu Beginn des Frühlings geboren, meistens nur ein Lamm. Zwillingsgeburten kommen jedoch auch vor.

## Wirtschaftliche Nutzung
Die Fleischproduktion ist eher ungünstig. Das Fleisch ist allerdings nahrhaft und von wenig Fett durchzogen. Es werden bereits erste Schritte in Richtung einer Nutzung als Biolebensmittel unternommen. Die Art gilt auch als guter Milchlieferant. Nach der Geburt eines Lammes gibt ein Muttertier circa 60 Liter Milch. Diese wird hauptsächlich zu Käse weiterverarbeitet.
Gegenwärtig wird das Zackelschaf vor allem wegen der Bewahrung der genetischen Reinheit gezüchtet. An immer mehr Orten fungiert es als touristische Sehenswürdigkeit. In den Nationalparks Fertő-Hanság, Körös-Maros, Hortobágy und Balaton werden größere Zackelschafherden gehalten.